# Argyrodes levuca
Espèce
Argyrodes levuca est une espèce d'araignées aranéomorphes de la famille des Theridiidae.

## Distribution
Cette espèce est endémique des Fidji.

## Publication originale
- Strand, 1915 : Indoaustralische, papuanische und polynesische Spinnen des Senckenbergischen Museums, gesammelt von Dr E. Wolf, Dr J. Elbert u. a. Wissenschaftliche Ergebnisse der Hanseatischen Südsee-Expedition 1909. Abhandlungen der Senckenbergischen Naturforschenden Gesellschaft, vol. 36, no 2, p. 179-274.